# 埃温·范迪斯胡克
埃温·弗勒尔·范迪斯胡克（荷蘭語：Ewine Fleur van Dishoeck，1955年6月13日—），出生于莱顿，荷兰天文学家和化学家。她是莱顿天文台的分子天体物理学教授，曾当选国际天文联合会的主席。